# Der Obersteiger
Der Obersteiger är en operett i tre akter med musik av Carl Zeller och libretto av Moritz West och Ludwig Held.

## Historia
Efter succén med Fågelhandlaren 1891 försökte Zeller och hans librettister West och Held att upprepa framgången. Dessvärre var Der Obersteiger i mångt och mycket endast en efterapning av Fågelhandlaren. Både musiken och texten imiterade utan att lyckas komma i närheten av originalets friskhet. Handlingen utspelades än en gång i Tyskland och åter rörde det sig kring en enkel bondes samröre med en förklädd adelsdam innan han beslöt att gifta sig med sin barndomskärlek. Operetten hade premiär den 5 januari 1894 på Theater an der Wien i Wien. Publiken gillade stycken även om kritikerna med rätta hävdade dess likhet med Fågelhandlaren. Operettens mest berömda sång är "Sei nicht bös’".
1952 regisserade österrikaren Franz Antel operettfilmen Der Obersteiger med Hans Holt, Wolf Albach-Retty och Josefin Kipper i huvudrollerna.